# World Professional Darts Championship
World Professional Darts Championship är ett av två världsmästerskap i dart och anordnas varje år av British Darts Organisation (BDO) sedan 1978. Fram till 1994 var världsmästerskapet det enda inom dart, men efter en splittring inom darten anordnas även världsmästerskapet World Darts Championship av utbrytarorganisationen Professional Darts Corporation (PDC).
World Professional Darts Championship hölls först på Heart of the Midlands Nightclub i den engelska staden Nottingham. Efterföljande år flyttade det till Jollees Cabaret Club i Stoke-on-Trent, där det anordnades fram till 1985. Sedan dess har världsmästerskapet hållits på Lakeside Country Club i Frimley Green, Surrey.
Sedan 2001 ingår även en tävling för damer i World Professional Darts Championship. Tävlingen har dock färre deltagare, spelas med färre set och har lägre prissummor.

## Sponsorer
- 1978–2003: Embassy (Worldwide Promotions, Imperial Tobacco)
- 2004–idag: Lakeside Country Club

## Vinnare

### Herrar
| År                                             | Vinnare (snittsumma i finalen)                | Resultat                                      | Tvåa (snittsumma i finalen)                   | Total prissumma (damernas medräknad)          | Vinnare                                       | Tvåa                                          |
| Embassy World Professional Darts Championship  | Embassy World Professional Darts Championship | Embassy World Professional Darts Championship | Embassy World Professional Darts Championship | Embassy World Professional Darts Championship | Embassy World Professional Darts Championship | Embassy World Professional Darts Championship |
| ---------------------------------------------- | --------------------------------------------- | --------------------------------------------- | --------------------------------------------- | --------------------------------------------- | --------------------------------------------- | --------------------------------------------- |
| 1978                                           | Leighton Rees (92.40)                         | 11-7 leg                                      | John Lowe (89.40)                             | £ 10 500                                      | £ 3 000                                       | £ 1 700                                       |
| 1979                                           | John Lowe (87.42)                             | 5-0 set                                       | Leighton Rees (76.62)                         | £ 15 000                                      | £ 4 500                                       | £ 2 000                                       |
| 1980                                           | Eric Bristow (88.10)                          | 5-3                                           | Bobby George (86.49)                          | £ 15 000                                      | £ 4 500                                       | £ 2 000                                       |
| 1981                                           | Eric Bristow (86.10)                          | 5-3                                           | John Lowe (81.00)                             | £ 23 300                                      | £ 5 500                                       | £ 2 500                                       |
| 1982                                           | Jocky Wilson (88.10)                          | 5-3                                           | John Lowe (84.30)                             | £ 28 000                                      | £ 6 500                                       | £ 3 000                                       |
| 1983                                           | Keith Deller (90.00)                          | 6-5                                           | Eric Bristow (93.90)                          | £ 33 050                                      | £ 8 000                                       | £ 3 500                                       |
| 1984                                           | Eric Bristow (97.50)                          | 7-1                                           | Dave Whitcombe (90.60)                        | £ 38 500                                      | £ 9 000                                       | £ 4 000                                       |
| 1985                                           | Eric Bristow (97.50)                          | 6-2                                           | John Lowe (93.12)                             | £ 43 000                                      | £ 10 000                                      | £ 5 000                                       |
| 1986                                           | Eric Bristow (94.47)                          | 6-0                                           | Dave Whitcombe (90.45)                        | £ 52 500                                      | £ 12 000                                      | £ 6 000                                       |
| 1987                                           | John Lowe (90.63)                             | 6-4                                           | Eric Bristow (94.29)                          | £ 60 300                                      | £ 14 000                                      | £ 7 000                                       |
| 1988                                           | Bob Anderson (92.70)                          | 6-4                                           | John Lowe (92.07)                             | £ 71 600                                      | £ 16 000                                      | £ 8 000                                       |
| 1989                                           | Jocky Wilson (94.32)                          | 6-4                                           | Eric Bristow (90.66)                          | £ 86 900                                      | £ 20 000                                      | £ 10 000                                      |
| 1990                                           | Phil Taylor (97.47)                           | 6-1                                           | Eric Bristow (93.00)                          | £ 153 200                                     | £ 24 000                                      | £ 12 000                                      |
| 1991                                           | Dennis Priestley (92.57)                      | 6-0                                           | Eric Bristow (84.15)                          | £ 110 500                                     | £ 26 000                                      | £ 13 000                                      |
| 1992                                           | Phil Taylor (97.59)                           | 6-5                                           | Mike Gregory (94.41)                          | £ 119 500                                     | £ 28 000                                      | £ 14 000                                      |
| 1993                                           | John Lowe (83.97)                             | 6-3                                           | Alan Warriner (82.32)                         | £ 128 500                                     | £ 30 000                                      | £ 15 000                                      |
| 1994                                           | John Part (82.44)                             | 6-0                                           | Bobby George (80.31)                          | £ 136 100                                     | £ 32 000                                      | £ 16 000                                      |
| 1995                                           | Richie Burnett (93.63)                        | 6-3                                           | Raymond van Barneveld (91.23)                 | £ 143 000                                     | £ 34 000                                      | £ 17 000                                      |
| 1996                                           | Steve Beaton (90.27)                          | 6-3                                           | Richie Burnett (88.05)                        | £ 150 000                                     | £ 36 000                                      | £ 18 000                                      |
| 1997                                           | Les Wallace (92.19)                           | 6-3                                           | Marshall James (92.01)                        | £ 158 000                                     | £ 38 000                                      | £ 19 000                                      |
| 1998                                           | Raymond van Barneveld (93.96)                 | 6-5                                           | Richie Burnett (97.14)                        | £ 166 000                                     | £ 40 000                                      | £ 20 000                                      |
| 1999                                           | Raymond van Barneveld (94.65)                 | 6-5                                           | Ronnie Baxter (94.65)                         | £ 174 000                                     | £ 42 000                                      | £ 21 000                                      |
| 2000                                           | Ted Hankey (92.40)                            | 6-0                                           | Ronnie Baxter (88.35)                         | £ 182 000                                     | £ 44 000                                      | £ 22 000                                      |
| 2001                                           | John Walton (95.55)                           | 6-2                                           | Ted Hankey (94.86)                            | £ 189 000                                     | £ 46 000                                      | £ 23 000                                      |
| 2002                                           | Tony David (93.57)                            | 6-4                                           | Mervyn King (89.67)                           | £ 197 000                                     | £ 48 000                                      | £ 24 000                                      |
| 2003                                           | Raymond van Barneveld (94.86)                 | 6-3                                           | Ritchie Davies (90.66)                        | £ 205 000                                     | £ 50 000                                      | £ 25 000                                      |
| Lakeside World Professional Darts Championship |                                               |                                               |                                               |                                               |                                               |                                               |
| 2004                                           | Andy Fordham (97.08)                          | 6-3                                           | Mervyn King (91.02)                           | £ 201 000                                     | £ 50 000                                      | £ 25 000                                      |
| 2005                                           | Raymond van Barneveld (96.78)                 | 6-2                                           | Martin Adams (91.35)                          | £ 201 000                                     | £ 50 000                                      | £ 25 000                                      |
| 2006                                           | Jelle Klaasen (90.42)                         | 7-5                                           | Raymond van Barneveld (93.06)                 | £ 263 000                                     | £ 60 000                                      | £ 25 000                                      |
| 2007                                           | Martin Adams (90.30)                          | 7-6                                           | Phill Nixon (87.09)                           | £ 278 000                                     | £ 70 000                                      | £ 30 000                                      |
| 2008                                           | Mark Webster (92.07)                          | 7-5                                           | Simon Whitlock (93.92)                        | £ 310 000                                     | £ 85 000                                      | £ 30 000                                      |
| 2009                                           | Ted Hankey (91.46)                            | 7-6                                           | Tony O'Shea (90.54)                           | £ 320 000                                     | £ 95 000                                      | £ 30 000                                      |
| 2010                                           | Martin Adams (95.01)                          | 7-5                                           | Dave Chisnall (93.42)                         | £ 325 000                                     | £ 100 000                                     | £ 30 000                                      |
| 2011                                           | Martin Adams (92.13)                          | 7-5                                           | Dean Winstanley (89.08)                       | £ 329 000                                     | £ 100 000                                     | £ 30 000                                      |
| 2012                                           | Christian Kist (90.00)                        | 7–5                                           | Tony O'Shea (87.78)                           | £ 329 000                                     | £ 100 000                                     | £ 30 000                                      |

### Damer
| År                                             | Segrare (snittsumma i finalen)                | Resultat                                      | Finalmotståndare (snittsumma i finalen)       |
| Embassy World Professional Darts Championship  | Embassy World Professional Darts Championship | Embassy World Professional Darts Championship | Embassy World Professional Darts Championship |
| ---------------------------------------------- | --------------------------------------------- | --------------------------------------------- | --------------------------------------------- |
| 2001                                           | Trina Gulliver (83.97)                        | 2-1                                           | Mandy Solomons (79.11)                        |
| 2002                                           | Trina Gulliver (84.36)                        | 2-1                                           | Francis Hoenselaar (82.95)                    |
| 2003                                           | Trina Gulliver (84.93)                        | 2-0                                           | Anne Kirk (70.20)                             |
| Lakeside World Professional Darts Championship |                                               |                                               |                                               |
| 2004                                           | Trina Gulliver (87.03)                        | 2-0                                           | Francis Hoenselaar (85.44)                    |
| 2005                                           | Trina Gulliver (79.68)                        | 2-0                                           | Francis Hoenselaar (73.89)                    |
| 2006                                           | Trina Gulliver (73.80)                        | 2-0                                           | Francis Hoenselaar (70.26)                    |
| 2007                                           | Trina Gulliver (80.61)                        | 2-1                                           | Francis Hoenselaar (79.23)                    |
| 2008                                           | Anastasia Dobromyslova (81.54)                | 2-0                                           | Trina Gulliver (71.64)                        |
| 2009                                           | Francis Hoenselaar (77.39)                    | 2-1                                           | Trina Gulliver (75.19)                        |
| 2010                                           | Trina Gulliver (80.52)                        | 2-0                                           | Rhian Edwards (68.25)                         |
| 2011                                           | Trina Gulliver (73.95)                        | 2-0                                           | Rhian Edwards (73.86)                         |
| 2012                                           | Anastasia Dobromyslova (73.95)                | 2–1                                           | Deta Hedman (74.13)                           |